# 2-chloor-1,1,1-trifluorethaan
2-chloor-1,1,1-trifluorethaan of 1,1,1-trifluor-2-chloorethaan, ook bekend als HCFC-133a, is een kleurloos, reukloos gas uit de HCFC-groep (hydrochloorfluorkoolwaterstoffen). Het is een van vier niet eerder gedetecteerde ozonafbrekende stoffen die in 2014 werden geïdentificeerd. De stoffen begonnen vanaf de jaren '60 van de 20e eeuw in de atmosfeer te accumuleren. De concentratie van HCFC-133a is gestadig toegenomen en steeg in de 2,5 jaar voor 2012 met bijna 45%.

## Synthese
De stof wordt bereid door de katalytische hydrofluorering van trichloorethyleen met gasvormig waterstoffluoride, en met chroom(III)oxide of chroom(III)fluoride als katalysator.

## Toepassingen
2-chloor-1,1,1-trifluorethaan  is een tussenproduct voor de synthese van het anestheticum halothaan, van 1,1,1,2-tetrafluorethaan (HFC-134a) en van trifluorethanol.
De reductieve splitsing van de koolstof-chloorbinding met een overgangsmetaal als katalysator levert 1,1,1-trifluorethaan (HFC-143a) met nikkel als metaal, of 1,1-difluoretheen (vinylideendifluoride) met koper.

## Toxicologie en veiligheid
Het geschatte ozonafbrekend vermogen van HCFC-133a ligt tussen 0,02 en 0,06.
Bij dierproeven zijn er beperkte aanwijzingen gevonden dat de stof mogelijk carcinogeen is, maar er is onvoldoende bewijs dat de stof carcinogeen is voor de mens. Het IARC heeft de stof ingedeeld in groep 3 als zijnde niet indeelbaar wat betreft carcinogeniciteit.